# Egidio Lari
Egidio Lari (* 8. März 1882 in Buggiano, Provinz Pistoia, Italien; † 17. November 1965) war ein römisch-katholischer Erzbischof und Diplomat des Heiligen Stuhls.

## Leben
Egidio Lari empfing am 18. September 1909 das Sakrament der Priesterweihe.
Am 1. Juni 1931 ernannte ihn Papst Pius XI. zum Titularerzbischof von Tyrus und bestellte ihn zum Apostolischen Delegaten in Persien. Der Sekretär der Kongregation für die orientalischen Kirchen, Luigi Kardinal Sincero, spendete ihm am 15. August desselben Jahres die Bischofsweihe; Mitkonsekratoren waren der Sakristan des Papstes, Kurienbischof Agostino Zampini OSA, und der Bischof von Pescia, Angelo Simonetti.
Lari trat im März 1937 als Apostolischer Delegat in Persien zurück. Am 11. Mai 1939 wurde Egidio Lari Apostolischer Nuntius in Bolivien. Lari trat am 3. Januar 1945 als Apostolischer Nuntius in Bolivien zurück.